# Vlag van Olst-Wijhe

Logovlag van de gemeente Olst-Wijhe met het oude logo op achtergrond van blauw en groen.

De vlag van Olst-Wijhe is in 2003 vastgesteld als de gemeentelijke vlag van de Overijsselse gemeente Olst-Wijhe. Op deze logovlag is het oude gemeentelogo afgebeeld op een blauw groene achtergrond. Het is onbekend of de gemeente een nieuwe vlag voert sinds het een nieuw logo heeft aangenomen en of deze nieuwe vlag officieel is vastgesteld. Dit is een van de problemen van logovlaggen, omdat ze niet tijdloos zijn en mee moeten veranderen met de huisstijl van de organisatie. Omdat logovlaggen zich niet aan de regels van de vlaggenleer houden worden ze ook niet opgenomen in het vlaggenregister van de Hoge Raad van Adel.
De herkomst en de betekenis van het logo en de vlag is niet bekend.
Almelo 
· Borne 
· Dalfsen 
· Deventer 
· Dinkelland 
· Enschede 
· Haaksbergen 
· Hardenberg 
· Hellendoorn 
· Hengelo 
· Hof van Twente 
· Kampen 
· Losser 
· Oldenzaal 
· Olst-Wijhe 
· Ommen 
· Raalte 
· Rijssen-Holten 
· Staphorst 
· Steenwijkerland 
· Tubbergen 
· Twenterand 
· Wierden 
· Zwartewaterland 
· Zwolle